# Kloster des Heiligen Antonius

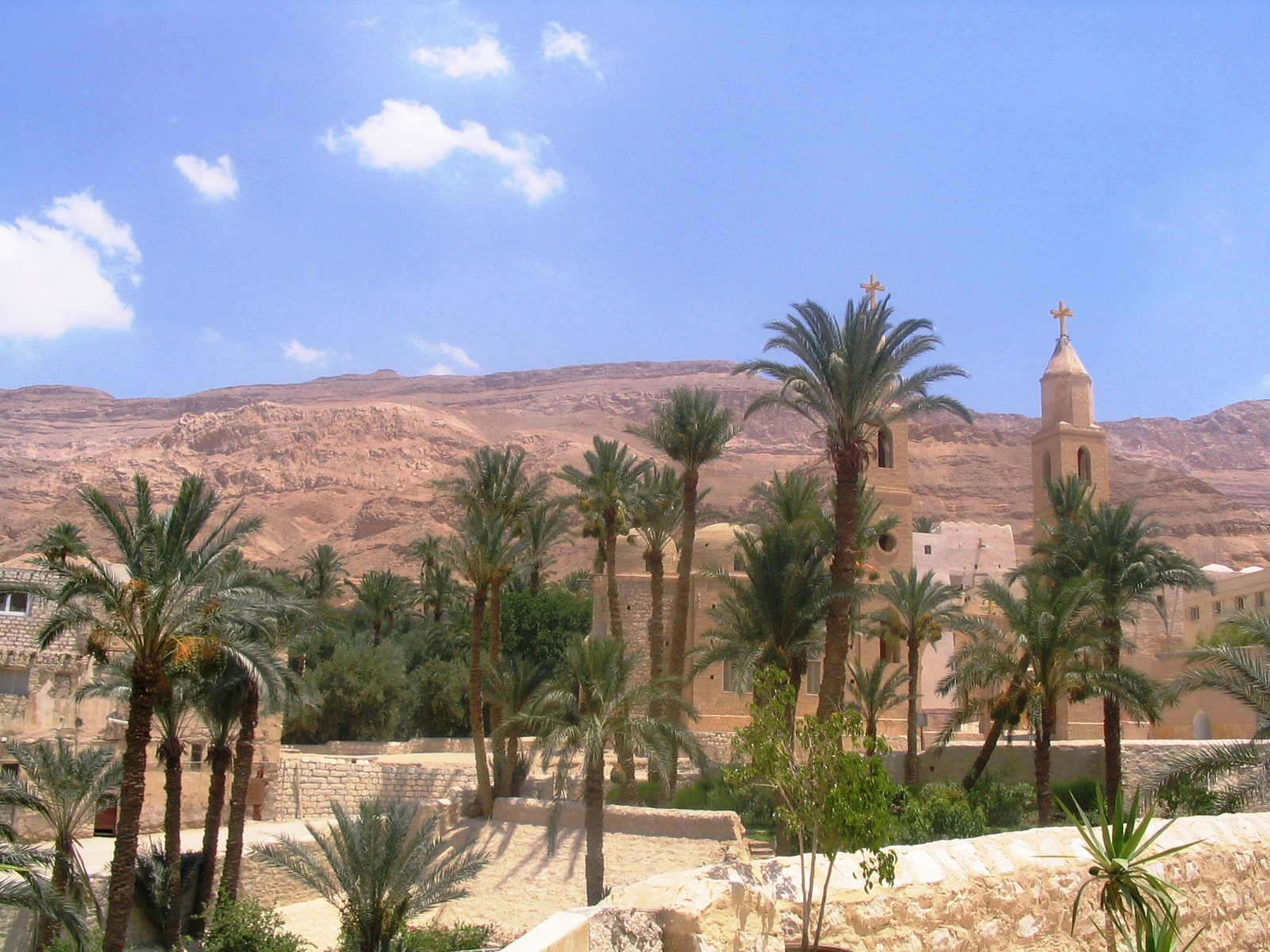
Kloster des Heiligen Antonius

Das Kloster des heiligen Antonius (arabisch دير الأنبا أنطونيوس Dair al-Anbā Anṭūnīyūs) ist ein koptisch-orthodoxes Kloster in Ägypten in einer Oase in der Arabischen Wüste im Süden des Gouvernements as-Suwais. Es befindet sich am Fuß des 1464 m hohen Galala-Felsplateaus.

## Lage und Geschichte
Das Kloster liegt rund 330 Kilometer südöstlich von Kairo und nordwestlich von Hurghada.
Es wurde im Jahr 361 n. Chr. von den Anhängern des heiligen Antonius gegründet, der nach der Legende dort im Jahr 356 starb und der als Vater des christlichen Mönchtums gilt, damit ist es eines der ältesten Klöster der Welt. Das Kloster zählt zu den bekanntesten Klöstern Ägyptens. Der sakrale Kernbau der Antoniuskirche geht auf das 6. Jahrhundert zurück, allerdings stammen die meisten Gebäudeteile aus späterer Zeit. Die Fresken stammen aus dem 13. Jahrhundert, was durch eine originale Inschrift von 1232/33, in welcher der Maler Theodor genannt wird, gesichert ist. Auch Fragmente älterer Malschichten wurden entdeckt. Das Bildprogramm zeigt im Eingangsbereich Reiterheilige und im Hauptschiff Mönche, Heilige und große Persönlichkeiten des koptischen Christentums wie Pachom und Schenute. Im Altarbereich befinden sich Bilder, die Geschichten aus der Bibel erzählen sowie die Gottesmutter Maria und Jesus. Das Bildprogramm führt auf diese Weise in immer heiligere Bereiche der Kirche.
Die Mönche leben in einer dorfartigen Klosteranlage, die aus fünf Kirchen, mehreren Gemeinschaftsräumen sowie Gemüse-, Obst- und Weingärten, Oliven- und Palmenhainen sowie unter anderem einer Mühle und einer Bäckerei besteht. Das Kloster, das nur einige wenige Gasträume für männliche Besucher bereithält, zieht jeden Tag hunderte Pilger an.

## Koptische Päpste, die aus dem Kloster Sankt Antonius stammen

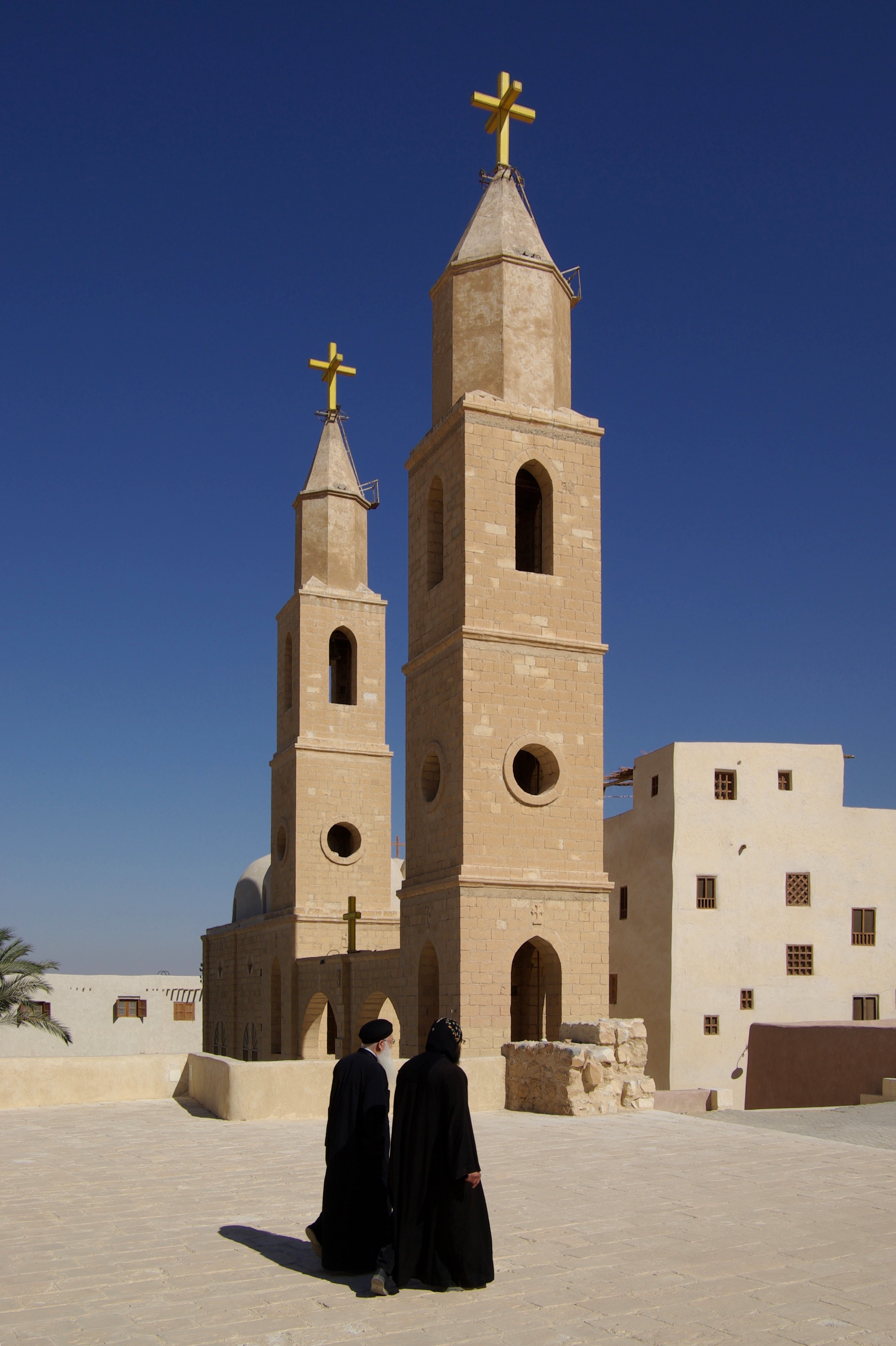
Mönche im Kloster

- Gabriel VI. (1466–1474)
- Johannes XV. (1619–1629)
- Mark VI. (1646–1656)
- Johannes XVI. (1676–1718)
- Peter VI. (1718–1726)
- Johannes XVII. (1727–1745)
- Mark VII. (1745–1769)
- Johannes XVIII. (1769–1796)
- Mark VIII. (1796–1809)
- Peter VII. (1809–1852)
- Kirellos V. (1854–1861)
- Joseph II. (1946–1956)

## Äbte
- seit 1991: Bischof Yostos (* 1958)[3]